# Liocranoeca spasskyi
Espèce
Liocranoeca spasskyi est une espèce d'araignées aranéomorphes de la famille des Liocranidae.

## Distribution
Cette espèce se rencontre en Russie dans les oblasts de Rostov et d'Astrakhan, au Daghestan et en Ossétie du Nord-Alanie, en Ukraine et en Bulgarie,,.

## Description
Le mâle holotype mesure 5,15 mm et la femelle paratype 4,6 mm.

## Systématique et taxinomie
Cette espèce a été décrite par Ponomarev en 2007.

## Étymologie
Cette espèce est nommée en l'honneur de Sergei Aleksandrovich Spassky.

## Publication originale
- Ponomarev, 2007 : « New spiders (Aranei) from the south-east of Europe. » Caucasian Entomological Bulletin, vol. 3, no 1, p. 3-7.